# Malcolm Spellman
Malcolm Spellman (...) è uno sceneggiatore e produttore televisivo statunitense, noto per il suo lavoro sulle serie televisive Empire e The Falcon and the Winter Soldier.

## Biografia
Nel marzo 2010, Spellman ha iniziato la sua carriera scrivendo la sceneggiatura del film Matrimonio in famiglia. Nel febbraio 2015, Spellman ha iniziato a scrivere per la televisione scrivendo diversi episodi della serie televisiva Empire. Nell'ottobre 2015, Spellman e Carlito Rodriguez sono stati assunti dalla Warner Bros. per scrivere la sceneggiatura di un film biografico su Sylvia Robinson. Nell'ottobre 2018, è stato annunciato che la Warner Bros. stava ancora andando avanti con il film e Spellman e Rodriguez erano stati raggiunti da Tracy Oliver nel completare la sceneggiatura. Nel luglio 2017, Spellman stava producendo la serie HBO Confederate.
Nel dicembre 2019, ha lavorato come produttore della serie Apple TV+ Truth Be Told. Nel febbraio 2021, Spellman è stato produttore esecutivo della serie FX Hip Hop Uncovered. Nel marzo 2021, ha acquisito notorietà servendo come showrunner nella serie Disney + The Falcon and the Winter Soldier, ambientata nel Marvel Cinematic Universe (MCU). Nel dicembre 2021, ha lavorato come sceneggiatore e produttore esecutivo della serie revival del 2022 Bel-Air. Ha coscritto co-scritto Captain America: Brave New World nel MCU, con Dalan Musson. Nell'ottobre 2022, è stato rivelato che Spellman avrebbe scritto il prossimo film di Spawn insieme a Scott Silver e Matthew Mixon.

## Filmografia

### Sceneggiatore e Produttore

#### Cinema
- Matrimonio in famiglia regia di Rick Famuyiwa (2010)
- Captain America: Brave New World, regia di Julius Onah (2025)

#### Serie televisive
- Empire - serie tv, (2015-2020)
- Truth Be Told - serie tv, (2019- in corso)
- The Falcon and the Winter Soldier - serie tv, (2021)
- Bel-Air - serie tv, (2022- in corso)

### Docuserie
- Hip Hop Uncovered (2021)